# إينا ماي غاسكين
إينا ماي غاسكين (بالإنجليزية: Ina May Gaskin)‏ هي طبيبة توليد ‏ وقابلة أمريكية، ولدت في 8 مارس 1940.

## وصلات خارجية
- الموقع الرسمي
- إينا ماي غاسكين على موقع IMDb (الإنجليزية)
- إينا ماي غاسكين على موقع مونزينجر (الألمانية)
- إينا ماي غاسكين على موقع قاعدة بيانات الفيلم (الإنجليزية)